# Mutsuzawa
Mutsuzawa (jap. 睦沢町 Mutsuzawa-machi) – miasto w Japonii, na wyspie Honsiu, w prefekturze Chiba. Według danych na rok 2020 miejscowość zamieszkiwało 6 760 mieszkańców , a gęstość zaludnienia wyniosła 189,9 os./km².